# ويليام ريتشاردسون (لاعب كرة قدم أسترالية)
ويليام ريتشاردسون (بالإنجليزية: William Richardson)‏ هو لاعب كرة قدم أسترالية أسترالي، ولد في 10 فبراير 1880 في غيلونغ في أستراليا، وتوفي في 10 يوليو 1903 في Gooram ‏ في أستراليا.

## وصلات خارجية
- ويليام ريتشاردسون على موقع AustralianFootball.com (الإنجليزية)
- ويليام ريتشاردسون على موقع AFLtables.com (الإنجليزية)